# 顯靈
顯靈（英語：Theophany)，泛指一種超自然現象。指上帝、神靈、佛、菩薩，向個人或少數群體短暫性顯現出來給他們看，有時會向這些特定人士告知一些重要的信息。顯靈也指神鬼顯出靈驗，進行奇蹟性的表現或醫治。

## 意見及批判
一些意見認為, 顯靈現象間接提供有上帝或超自然力量的證明。一些意見則認為，顯靈在排除造假可能後，可能只是一種個人或集體的幻覺。[1][2]

## 疑似顯靈例子
- 聖保祿在前往大馬士革的路上看到耶穌的異象（1世紀）
- 聖母顯現：聖母瑪利亞多次的顯現、異像或拜訪（1世紀至今）
- 聖加大利納多次看到耶穌顯現（14世紀）
- 瑪利亞·傅天娜·克瓦爾斯卡多次見證耶穌基督的顯靈，在日記中稱自己在1931年於神視中看見了耶穌，並按耶穌的要求繪製了此救主慈悲像。